# Escalante (El Apagado)
Vulcão Escalante também conhecido como "El Apagado" é um estratovulcão no lado chileno da fronteira entre Bolívia e Chile. Encontra-se imediatamente SE de Cerro Colorado) e SW para o vulcão Curiquinca, todos os quais são considerados como parte do grupo vulcânico Sairecabur.